# Радисав Ћурчић
Радисав Ћурчић (Чачак, 26. септембар 1965) је бивши југословенски и српски кошаркаш. Играо је на позицији центра. Такође поседује и израелско држављанство.

## Клупска каријера
Сениорску каријеру је почео у Железничару из Чачка, у чијем дресу је током сезоне 1986/87. предводио Другу савезну лигу по броју поена и скокова. Године 1987. прелази у љубљанску Олимпију. Као играч Олимпије је у сезони 1989/90. бележио преко 20 поена по мечу, а био је и други скакач лиге са 8,3 ухваћених лопти по сусрету. И у наредној сезони је имао сличне бројке, да би у сезони 1991/92. напустио Олимпију и прешао у италијанског прволигаша Удине. Одиграо је седам утакмица за Удине у италијанској Серији А, на којима је бележио просечно 20,4 поена и 14,3 скока по мечу.
За сезону 1992/93. одлази у НБА лигу и потписује за Далас мавериксе. У дресу Даласа је одиграо 20 утакмица на којима је бележио просечно 2,9 поена уз 2,5 скока по мечу. За сезону 1993/94. се вратио у Италију и потписао за Динамо Сасари, где је у Серији А бележио просечно 19 поена и 12 скокова по мечу. Наредне две сезоне проводи у Макабију из Тел Авива, и са њима осваја две титуле првака Израела. 
Потом је једну сезону провео у турском прволигашу Туборг Пилсенеру да би се након тога вратио у Израел, овај пут у Хапоел из Јерусалима. Провео је две сезоне у Хапоелу, а у другој је проглашен за најкориснијег играча првенства Израела. Сезону 1999/00. је провео у дресу Фенербахчеа, где је на 26 утакмица регуларног дела сезоне бележио просечно 15,3 поена и 7,5 скокова по мечу.
Лета 2000. се вратио у Макаби Тел Авив, и са њима је провео две последње сезоне каријере. Током тог боравка је остварио и свој највећи успех у клупској каријери, освајање ФИБА Супролиге 2001. године. У финалу Супролиге (те године играла се два паралелна такмичења као последица УЛЕБ – ФИБА сукоба) Макаби је славио против Панатинаикоса на чијој клупи је био Жељко Обрадовић а на терену Дејан Бодирога, а Ћурчић је тада као ветеран био замена првом центру Нејту Хафману. Током последње две сезоне у Макабију, списку трофеја је додао још две титуле првака Израела као и два трофеја у Купу.

## Репрезентација
Са репрезентацијом Југославије освојио је златну медаљу на Светском првенству 1990. у Аргентини.

## Успеси

### Клупски
- Макаби Тел Авив:
  - ФИБА Супролига (1): 2000/01.
  - Првенство Израела (4): 1994/95, 1995/96, 2000/01, 2001/02.
  - Куп Израела (2): 2000/01, 2001/02.

### Појединачни
- Најкориснији играч Првенства Израела (1): 1998/99.

### Репрезентативни
- Светско првенство:  1990.